# Rigoberto Urán
Rigoberto Urán Urán (* 26. červenec 1987) je bývalý kolumbijský profesionální silniční cyklista. Většinu své kariéry strávil v americké UCI WorldTeam stáji EF Education–EasyPost.
Mezi jeho největší úspěchy patří celková 2. místa na Tour de France 2017, Giro d'Italia 2013, 2014 a na Letních olympijských hrách 2012 v silničním závodě mužů.

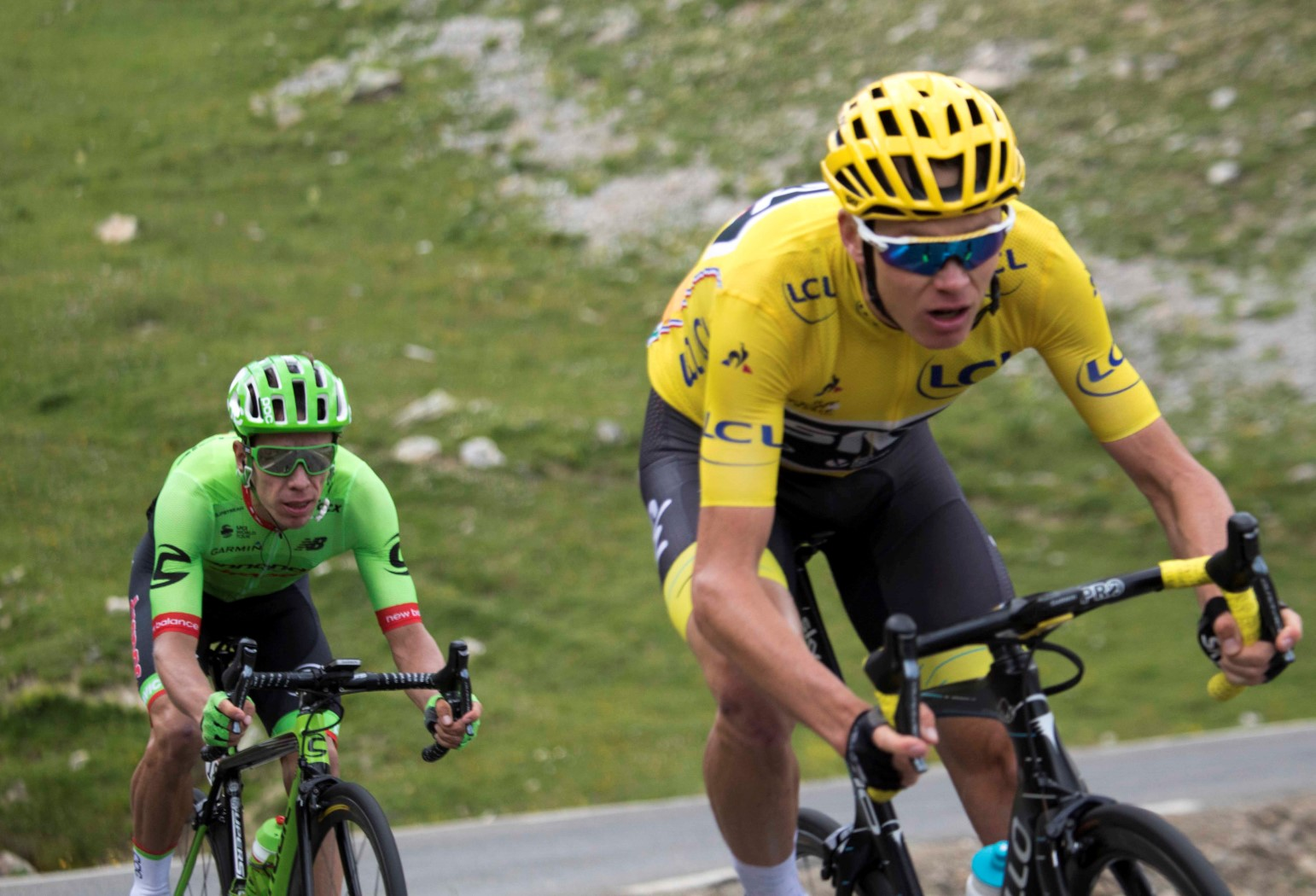
Rigoberto Urán (v zeleném) a Chris Froome (ve žlutém) během 17. etapy Tour de France 2017

Mezi jeho nejcennější etapová vítězství patří triumf v deváté etapě Tour de France 2017, v 10. etapě Gira 2013, vítězství v individuální časovce na Giru 2014 a v 17. na Vueltě 2022.

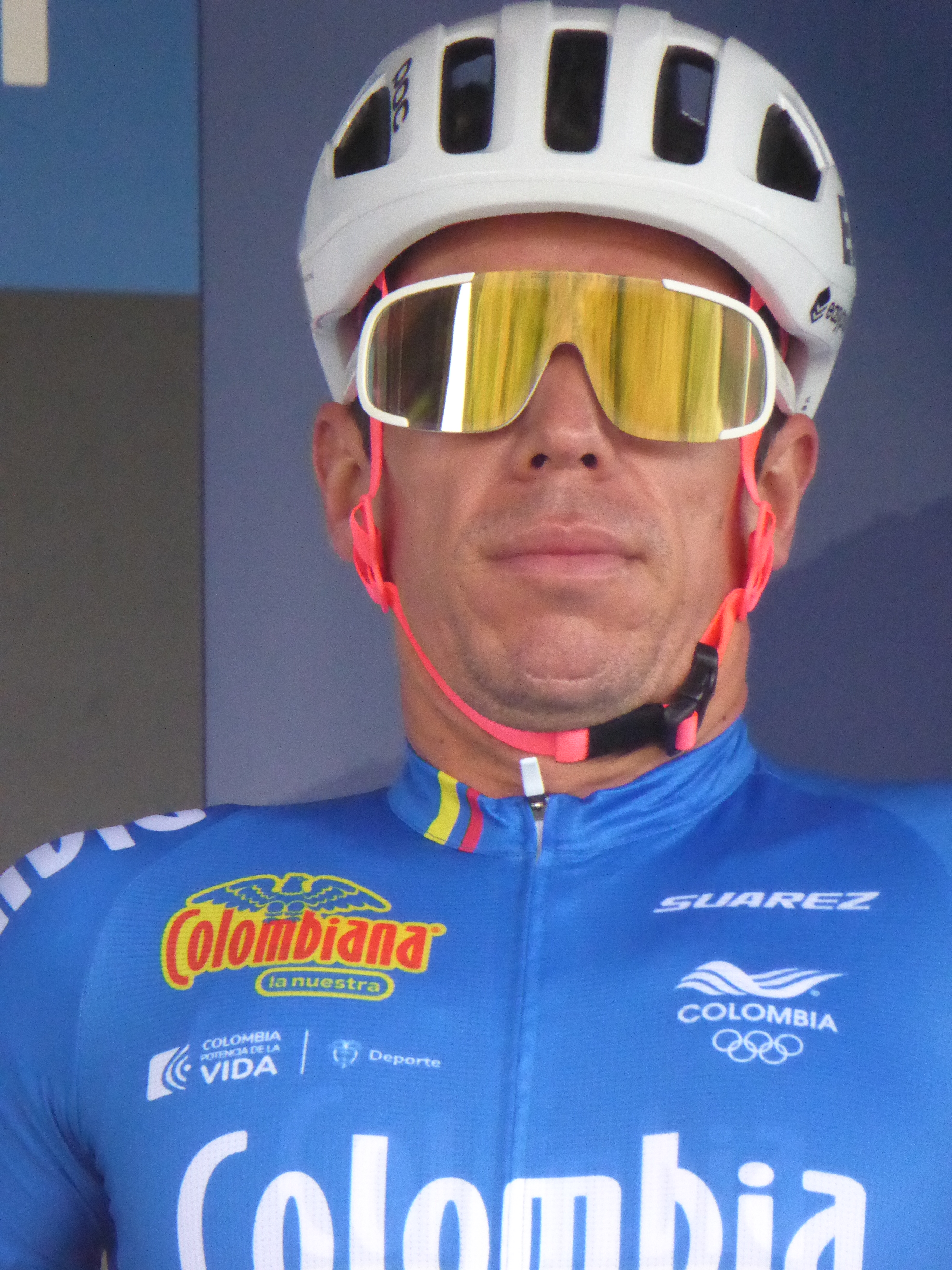
Rigoberto Urán na Mistrovství světa 2023

## Hlavní výsledky
Zdroj:
| - Mistr Kolumbie v časovce - Mistr Kolumbie v silničním závodu nováčků - Mistr Kolumbie v bodovačce nováčků (dráhová cyklistika) - Mistr Kolumbie v silničním závodu juniorů - Mistrovství Kolumbie v dráhové cyklistice juniorů - Mistr Kolumbie v bodovačce juniorů (dráhová cyklistika) - Mistr Kolumbie v individuální stíhačce juniorů (dráhová cyklistika) - Mistr Kolumbie ve scratchi juniorů (dráhová cyklistika) - Vítěz časovky na Euskal Bizikleta - 2. na Mistrovství Kolumbie v časovce mužů - 9. celkově na Tour de Suisse - vítěz 8. etapy - Vítěz 4. etapy Deutschland Tour - 2. celkově na Volta a Catalunya - 3. na Giro di Lombardia - 7. celkově Clásica Internacional de Alcobendas - 5. celkově na Tour de Romandie - 7. celkově na Tour de Suisse - 7. na Klasika Primavera - 9. na Giro del Piemonte - 3. na Grand Prix Cycliste de Québec - 3. na Giro dell'Emilia - 4. celkově na Volta a Catalunya - 5. na Lutych–Bastogne–Lutych - 7. celkově na Vuelta a Andalucía - 9. na Clásica de San Sebastián - Tour de France - lídr po etapách 14–17 - Vítěz Gran Piemonte - 2. v silničním závodu mužů na Olympijských hrách - 3. na Giro di Lombardia - 5. celkově na Volta a Catalunya - vítěz 4. etapy - 7. celkově na Giro d'Italia - vítěz hodnocení mladých jezdců - 10. celkově na Tour de Pologne - 2. celkově na Giro d'Italia - vítěz týmové časovky a 10. etapy - 10. celkově na Volta ao Algarve 10. na Trofeo Platja de Muro - Vítěz týmové časovky na Tirreno–Adriatico - 2. celkově na Giro d'Italia - vítěz individuální časovky - lídr po etapách 12–15 - 3. celkově na Tour of Oman - 9. celkově na Tour of Beijing - Mistrovství Kolumbie v dráhové cyklistice juniorů - Mistr Kolumbie v časovce mužů - 4. v silničním závodu mužů - Vítěz Grand Prix Cycliste de Québec - 2. v časovce družstev na Mistrovství světa - 3. celkově na Tirreno–Adriatico - 5. celkově na Volta a Catalunya - 5. celkově na Tour de Romandie - 7. na Strade Bianche - 10. na Clásica de San Sebastián | - 3. na Giro di Lombardia - 3. na Giro dell'Emilia - 3. na Milán–Turín - 4. na GP Industria & Artigianato di Larciano - 7. celkově na Giro d'Italia - 10. celkově na Volta a Catalunya - 10. na Grand Prix Cycliste de Québec - Vítěz Milán–Turín - 2. celkově na Tour de France - vítěz 9. etapy - 3. na * 3. celkověGiro dell'Emilia - 3. na GP Industria & Artigianato di Larciano - 8. celkově na Tirreno–Adriatico - 8. celkově na Vuelta a Andalucía - 8. celkově na Route du Sud - 9. celkově na Tour of the Basque Country - 2. celkově na Tour of Slovenia - vítěz 3. etapy - 2. na Giro dell'Emilia - 3. celkově na Colombia Oro y Paz - vítěz 5. etapy - 4. na Giro di Lombardia - 3. celkově na Tour of Guangxi - 6. na Clásica de San Sebastián - 7. celkově na Vuelta a España - 7. na Tre Valli Varesine - 10. celkově na Tirreno–Adriatico - 3. celkově na Route d'Occitanie - 6. celkově na Tour Colombia - vítěz týmové časovky - 7. celkově na Tour de France - Vítěz týmové časovky na Tour Colombia - 8. celkově na Tour de France - 2. celkově na Tour de Suisse - vítěz individuální časovky - Olympijské hry - 8. v silničním závodu - 8. v časovce - 10. celkově na Tour de France - 5. na Giro dell'Emilia - 7. na Coppa Ugo Agostoni - 5. celkově na Vuelta a España - vítěz 17. etapy - 9. na Clásica de San Sebastián - 10. celkově na Kolem Baskicka - 10. na Tre Valli Varesine - 6. celkově na Tour de Suisse - 10. celkově na Volta a Catalunya - 4. celkově na Tour Colombia |

### Umístění v celkové klasifikaci na Grand Tours
| Grand Tour      | 2007 | 2008 | 2009 | 2010 | 2011 | 2012 | 2013 | 2014 | 2015 | 2016 | 2017 | 2018 | 2019 | 2020 | 2021 | 2022 | 2023 | 2024 |
| --------------- | ---- | ---- | ---- | ---- | ---- | ---- | ---- | ---- | ---- | ---- | ---- | ---- | ---- | ---- | ---- | ---- | ---- | ---- |
| Giro d'Italia   | —    | —    | —    | 35   | —    | 7    | 2    | 2    | 14   | 7    | —    | —    | —    | —    | —    | —    | DNF  | —    |
| Tour de France  | —    | —    | 49   | —    | 24   | —    | —    | —    | 42   | —    | 2    | DNF  | 7    | 8    | 10   | 25   | 71   | —    |
| Vuelta a España | —    | —    | —    | 31   | —    | 29   | 27   | DNF  | —    | —    | —    | 7    | DNF  | —    | —    | 9    | —    | DNF  |